# Claude Lecomte (général)
Pour les articles homonymes, voir Claude Lecomte et Lecomte.
Claude-Martin Lecomte, né le 8 septembre 1817 à Thionville et tué le 18 mars 1871 à Montmartre, est un militaire français. C’est l’un des premiers morts de la Commune de Paris.

## Biographie
Saint-Cyrien de la promotion de la Comète (1835-1837), promu colonel le 13 août 1865, il commandait en second, en 1869, le Prytanée militaire de la Flèche. Général de brigade en 1870, il fit partie de l’armée du Nord, commandée par Faidherbe, et prit part aux batailles d’Amiens, de Saint-Quentin et de Pont-Noyelles. Rentré à Paris après la capitulation, où il remplaça l’amiral Fleuriot de Langle dans le commandement du sixième secteur, il fut mis provisoirement à la tête d’une brigade de la nouvelle armée de Paris puis nommé commandant du Prytanée de la Flèche.
Il était sur le point de rejoindre ce nouveau poste lorsqu’éclata l’insurrection du 18 mars 1871. Le gouvernement d'Adolphe Thiers le chargea de récupérer les canons de Montmartre, que la Garde nationale y avait amenés au moment de l’entrée des Prussiens aux Champs-Élysées. Après avoir, avec les hommes de la brigade qu'il commandait, saisi les canons, le Général Lecomte attendit vainement les attelages, destinés à l’enlèvement des pièces. Il fut cerné par une foule qui s'opposait au départ des canons, sur laquelle il donna l'ordre de tirer. Ses soldats mirent la crosse en l'air, fraternisèrent avec les habitants, le firent prisonnier et le menèrent au Château Rouge. En fin d’après-midi, il fut conduit avec le général Clément-Thomas dans un jardin de la rue des Rosiers où ils furent fusillés. Les officiers qui avaient été faits prisonniers avec eux sont remis en liberté le soir même.
Selon Histoire de la Commune de 1871 (1876) de Lissagaray, lorsque le général Lecomte fut arrêté par sa troupe, le Comité de vigilance de Montmartre, en particulier Ferré, Jaclard et Bergeret, émit un ordre au commandant de la Garde nationale chargé de la garde du général à Château-Rouge afin d’assurer sa protection en vue de son jugement. L’ordre arriva juste après que Lecomte eut été changé d’endroit. Le général fut ainsi fusillé malgré les efforts, sur place, de Clemenceau, alors maire du 18e arrondissement.

## Décorations
- Commandeur de la Légion d'honneur (10 aout 1868)[6]
- Médaille commémorative de la campagne d'Italie (1859)
- Médaille de Crimée
- Commandeur de l'ordre de Saint-Grégoire-le-Grand
- Chevalier de l'ordre de Pie IX
- Chevalier de l'Ordre militaire de Savoie

## Postérité
L'Assemblée Nationale et le Président du Conseil font ériger une sépulture commémorative de 6 m de haut dans la rue principale du Père Lachaise en honneur aux deux généraux assassinés.
Dans un photomontage (Assassinat des généraux Thomas et Lecomte, dans Crimes de la Commune), Eugène Appert représente la fusillade simultanée des généraux Lecomte et Clément-Thomas, même s'il semble qu'ils aient été tués successivement. Appert fait le choix de représenter des Fédérés les fusillant alors que les témoignages sont contradictoires et que la majorité de ces témoignages évoquent une fusillade par leurs propres soldats. Appert semble s'inspirer d'une gravure publiée le 25 mars 1871 dans L'Illustration,.